# Pam i pipa

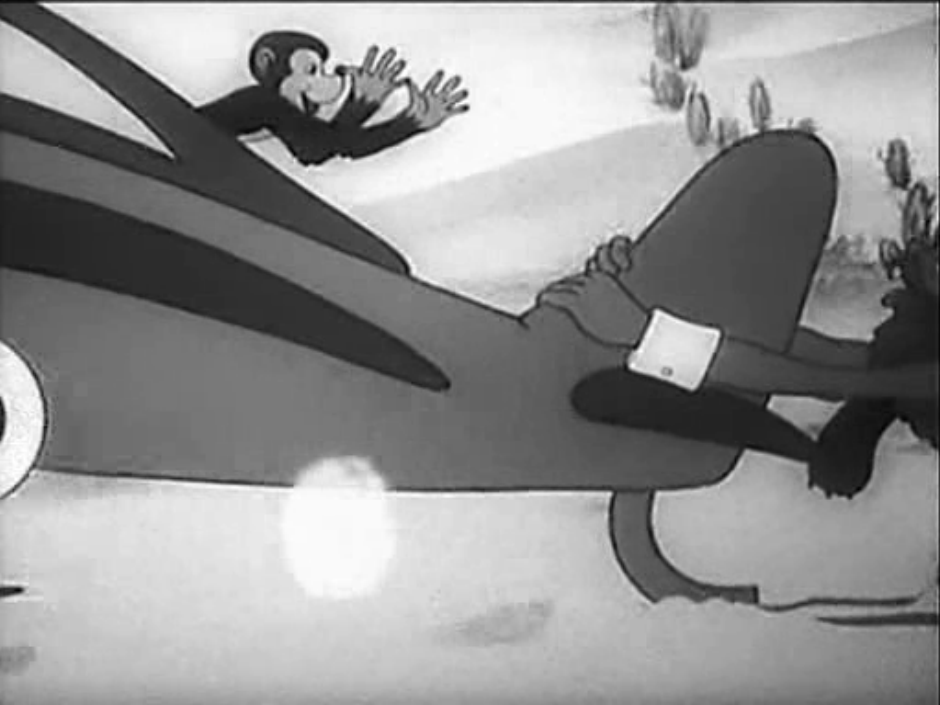
Mona que fa pam i pipa

Fer pam i pipa és un gest de befa que consisteix a portar el polze d'una mà al cap del nas i l'altra mà tot seguit, mentre s'agiten els dits estesos. Qui fa pam i pipa belluga els dits com si sonés el flabiol o una flauta, encara que recolza el polze sobre el nas en lloc de fer-ho sobre la boca.
Sovint quan els nens fan pam i pipa l'acostumen a acompanyar d'una frase repetida amb una cantarella per a trufar-se del seu company o adversari de joc (elis elis, putxinel·lis...).
Per extensió, l'expressió transitiva fer (-li) pam i pipa a qualcú significa befar-se'n.
Malgrat que el gest no té nom propi en castellà, a qualques països com l'Argentina o l'Uruguai l'anomenen “pito catalán”, com a fruit d'exportació cultural d'aquest «gest típic català» donat per immigrants catalans a aquests països.